# Shikoku Railway Company
A Shikoku Railway Company (四国旅客鉄道株式会社; Shikoku Ryokaku Tetsudō Kabushiki-gaisha, em japonês), mais conhecida como JR Shikoku (JR四国; Jeiāru Shikoku, em japonês), é uma das companhias constituintes da Japan Railways. Ela opera serviços ferroviários intercidades em quatro prefeituras da ilha de Shikoku, no Japão.
A sede da Shikoku Railway está localizada em Takamatsu, em Kagawa.

## Linhas

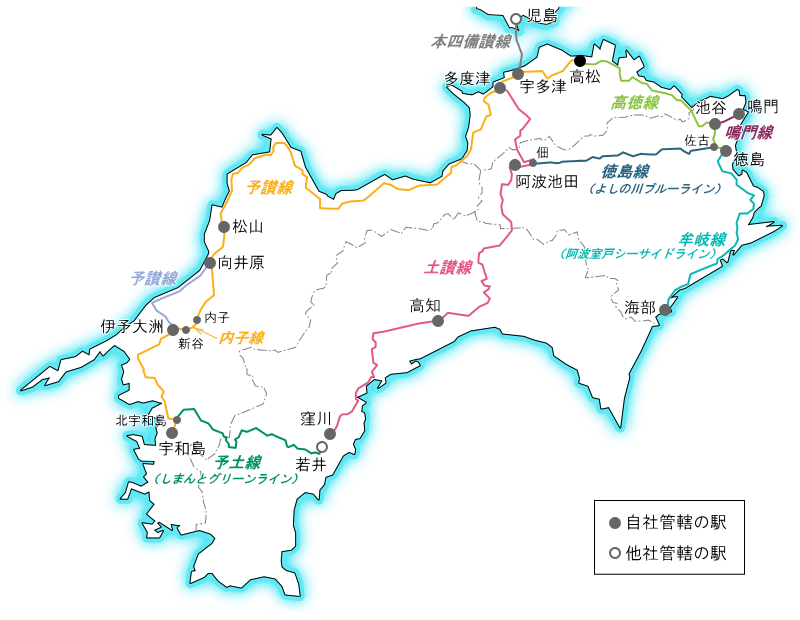
map

A JR Shikoku opera uma malha ferroviária de 855,2 km. Diferentemente das outras companhias da Japan Railrays, a JR Shikoku suspendeu a classificação de "Linhas Principais" e outros nomes das linhas ferrovárias em 1988. Anterior à mudança, as linhas Dosan, Kōtoku, Tokushima e Yosan eram linhas principais.
Cada linha possui uma cor e uma legenda com uma letra, que é usada para designar um número de estação para cada estação da linha. Por exemplo, a Estação de Naruto da Linha Naruto (indicada por N) é codificada como N10.
| Cor da linha       | Legenda | Nome               | Nome                          | Japonês    | Limites               | Notas |
| ------------------ | ------- | ------------------ | ----------------------------- | ---------- | --------------------- | --- |
| Linhas principais  |         |                    |                               |            |                       | |
| n/a                | n/a     | Linha Honshi Bisan | Linha Honshi Bisan            | 本四備讃線 | Kojima — Udatsu       | Uma parte da linha Seto-Ōhashi (瀬戸大橋線), conecta Okayama, em Honshū à Shikoku através da ponte da Grande Seto. Conecta às linhas Yosan ou Kōtoku dependendo do trem. Sentido norte-sul. |
| Laranja            | Y       | Linha Yosan        | Linha principal               | 予讃線     | Takamatsu — Matsuyama | Conecta à linha Seto-Ōhashi, Sentido leste-oeste. |
| Laranja            | U       | Linha Yosan        | Linha principal               | 予讃線     | Matsuyama — Mukaibara | Conecta à linha Seto-Ōhashi, Sentido leste-oeste. |
| Laranja            | U       | Linha Yosan        | Ramal (Linha nova)            | 予讃線     | Mukaibara — Uchiko    | Conecta à linha Seto-Ōhashi, Sentido leste-oeste. |
| Laranja            | U       | Linha Uchiko       | Linha Uchiko                  | 内子線     | Uchiko — Niiya        | Conecta à linha Seto-Ōhashi, Sentido leste-oeste. |
| Laranja            | U       | Linha Yosan        | Ramal (Linha nova)            | 予讃線     | Niiya — Iyo-Ōzu       | Conecta à linha Seto-Ōhashi, Sentido leste-oeste. |
| Laranja            | U       | Linha Yosan        | Linha principal               | 予讃線     | Iyo-Ōzu — Uwajima     | Conecta à linha Seto-Ōhashi, Sentido leste-oeste. |
| Cinza              | S       | Linha Yosan        | Linha principal (Linha velha) | 予讃線     | Mukaibara — Iyo-Ōzu   | Conecta à linha Seto-Ōhashi, Sentido leste-oeste. |
| Amarelo-esverdeado | T       | Linha Kōtoku       | Linha Kōtoku                  | 高徳線     | Takamatsu — Tokushima | Conecta a linha Seto-Ōhashi até Takamatsu. |
| Rosa               | D       | Linha Dosan        | Linha Dosan                   | 土讃線     | Tadotsu — Kōchi       | Sentido norte-sul. |
| Rosa               | K       | Linha Dosan        | Linha Dosan                   | 土讃線     | Kōchi — Kubokawa      | Sentido norte-sul. |
| Azul marinho       | B       | Linha Tokushima    | Linha Tokushima               | 徳島線     | Tsukuda — Sako        | Sentido leste-oeste. |
| Outras linhas      |         |                    |                               |            |                       | |
| Verde-esmeralda    | M       | Linha Mugi         | Linha Mugi                    | 牟岐線     | Tokushima — Kaifu     | |
| Púrpura            | N       | Linha Naruto       | Linha Naruto                  | 鳴門線     | Ikenotani — Naruto    | |
| Verde              | G       | Linha Yodo         | Linha Yodo                    | 予土線     | Wakai — Kita-Uwajima  | |

## Serviços
A JR Shikoku possui serviços intercidades com seus trens expressos. Esses trens conectam as principais cidades da ilha de Shikoku, como Matsuyama, Takamatsu, Kōchi e Tokushima. A JR Shikoku também opera trens locais.
| Tipo           | Nome         | Terminais e estações intermediárias (Estações fora da Shikoku estão em parêntesis) | Carro                                     |
| -------------- | ------------ | ---------------------------------------------------------------------------------- | ----------------------------------------- |
| Expresso       | Ashizuri     | Kōchi – (Nakamura)                                                                 | 2000 Series DMU                           |
| Expresso       | Ishizuchi    | Takamatsu – Matsuyama – Uwajima                                                    | 2000 Series DMU, 8000 Series EMU          |
| Expresso       | Muroto       | Tokushima – Anan – Kaifu                                                           | 185 Series DMU                            |
| Expresso       | Nanpū        | (Okayama) – Kōchi – Nakamura – Sukumo                                              | 2000 Series DMU                           |
| Expresso       | Uwakai       | Matsuyama – Uwajima                                                                | 2000 Series DMU                           |
| Expresso       | Uzushio      | (Okayama) – Takamatsu – Tokushima                                                  | 185 Series DMU, 2000 Series DMU           |
| Expresso       | Shimanto     | Takamatsu – Kōchi – (Nakamura) – (Sukumo)                                          | 2000 Series DMU                           |
| Expresso       | Shiokaze     | (Okayama) – Matsuyama – Uwajima                                                    | 2000 Series DMU, 8000 Series EMU          |
| Expresso       | Tsurugisan   | Kaifu – Tokushima – Anabuki – Awa-Ikeda                                            | 185 Series DMU                            |
| Expresso       | Sunrise Seto | (Tóquio) – Takamatsu                                                               | 285 Series EMU (JR West e JR Central)     |
| Serviço rápido | Marine Liner | (Okayama) – Takamatsu                                                              | 5000 Series EMU, 223 Series EMU (JR West) |

## Galeria de imagens

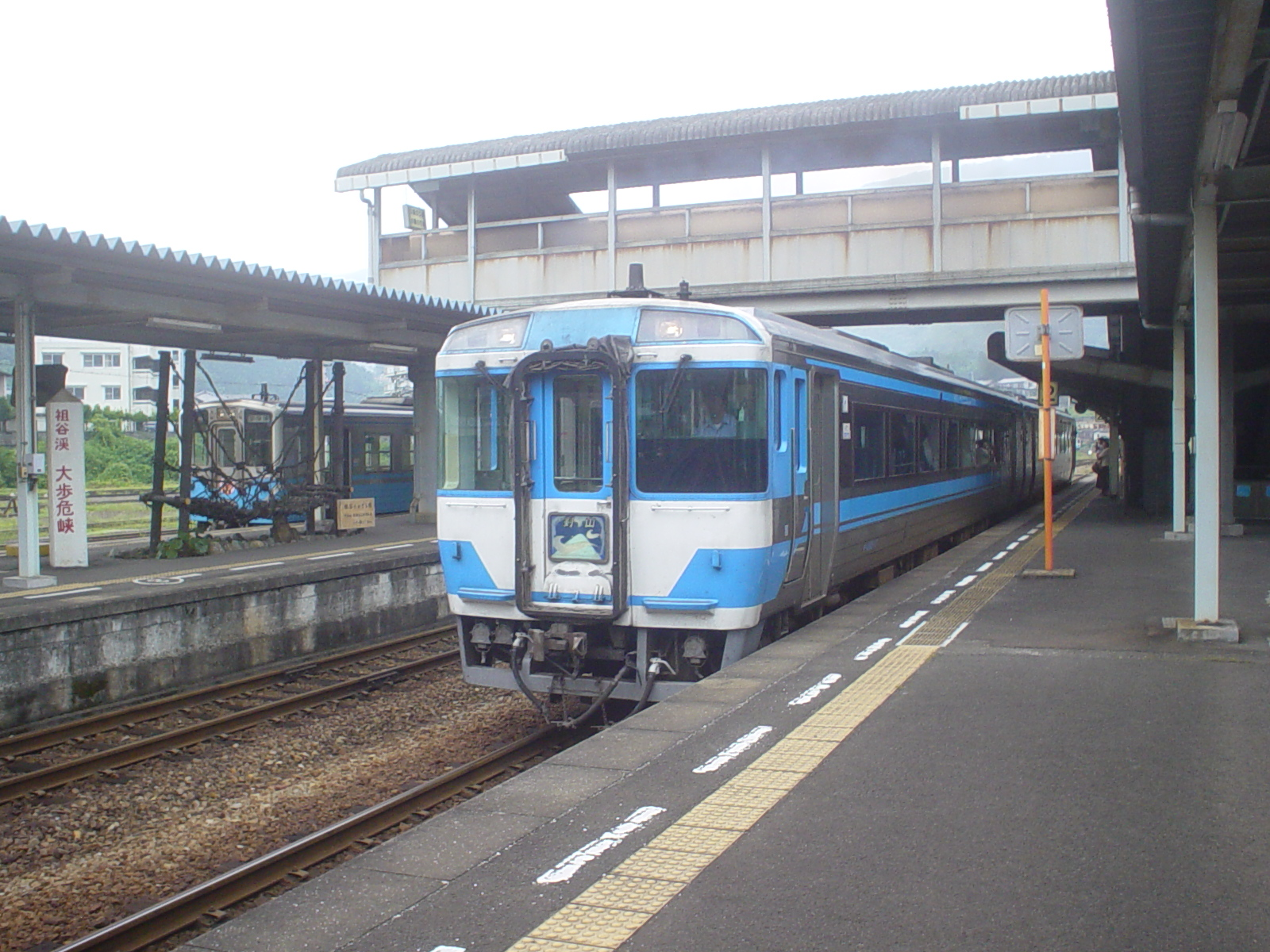
185 Series DMU
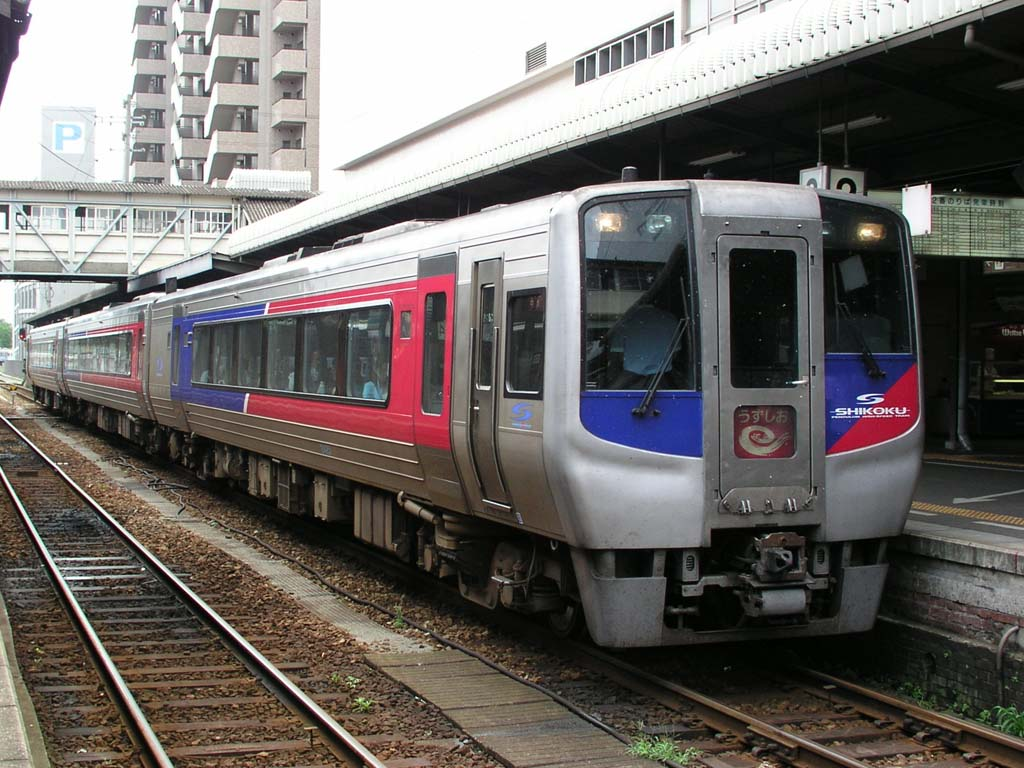
2000 Series DMU
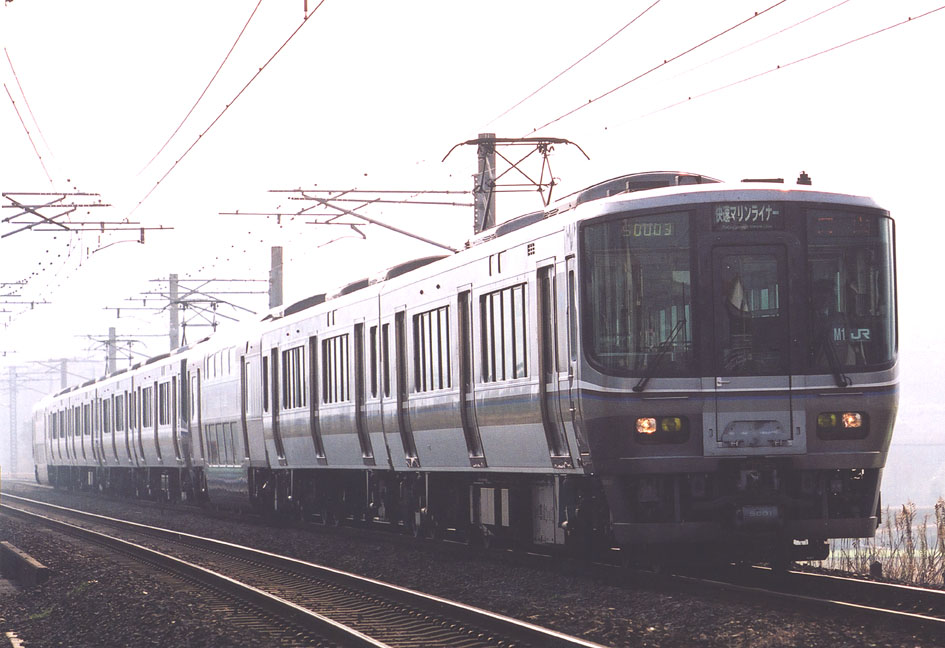
5000 Series EMU
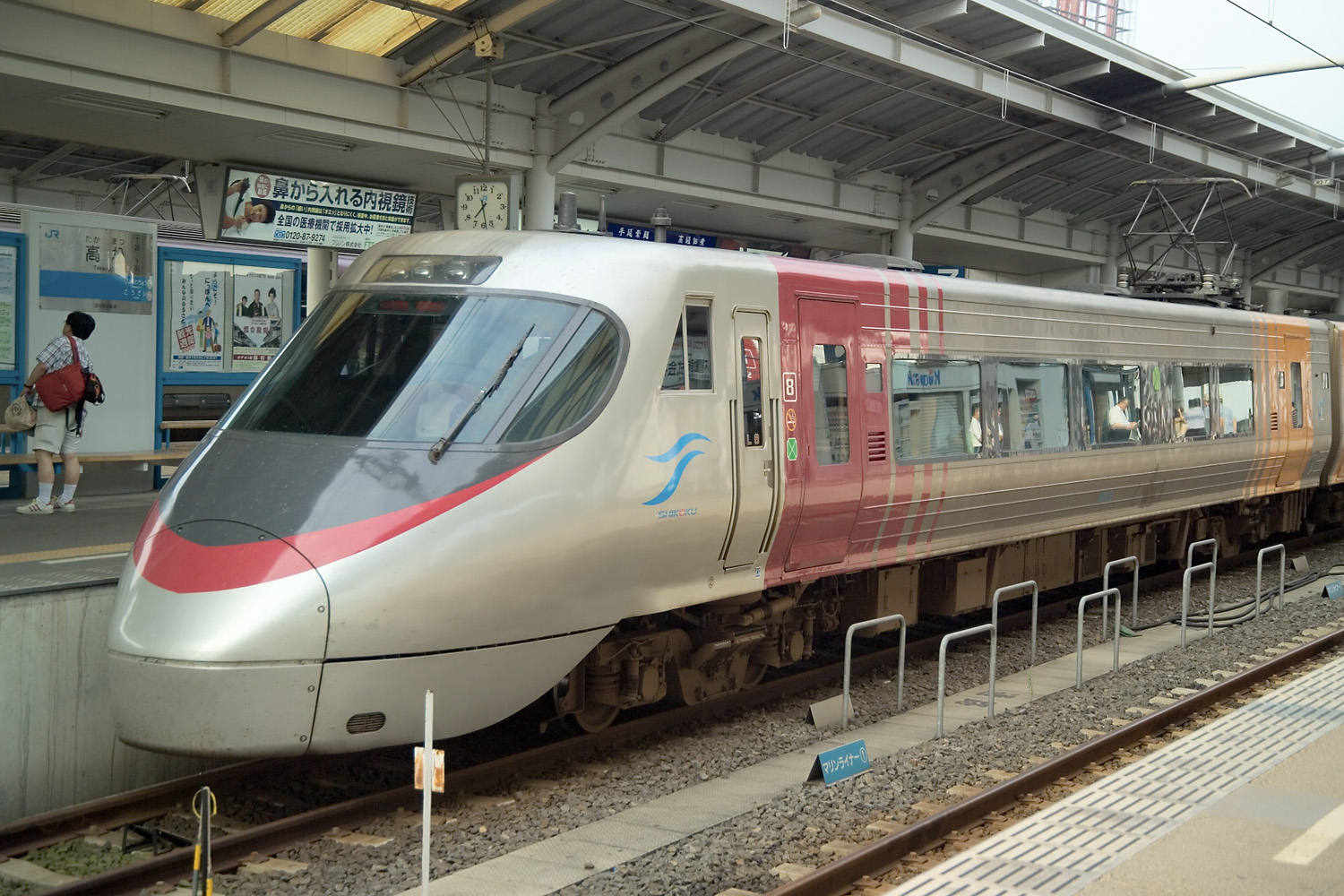
Um EMU Série 8000 da JR Shikoku